# Вентура, Жак
Жак Вентура (греч.  Ζακ Βεντούρα, Салоники 1899 — Освенцим 1944) — греческий журналист и политический деятель еврейского происхождения. Член Социалистической рабочей партии Греции (впоследствии Коммунистической партии Греции). Был секретарём молодёжной организации компартии (ΟΚΝΕ), избирался депутатом Парламента Греции от компартии и Единого фронта рабочих, крестьян и беженцев.
Погиб в Освенциме в годы Второй мировой войны.

## Молодость
Жак родился в 1899 году в Салониках, в семье еврея Самуила Вентуры (по другим данным в Смирне.
Жак был полиглотом, в силу чего принял участие в Малоазийском походе греческой армии (1919—1924) в качестве переводчика полковника, а затем генерал-майора Георгия Кондилиса.
В Салониках он работал в еврейской газете Аванти!, в франко-язычной газете Information и был учредительным членом Союза редакторов ежедневных газет Македонии-Фракии (1923).

## Деятельность в Социалистической рабочей партии — Коммунистической партии Греции
Вентура вступил в Социалистическую рабочую партию Греции (ΣΕΚΕ) с момента её создания в 1918 году.
В сентябре 1920 год а, в качестве представителя «Федерации социалистических рабочих молодёжных организаций Греции», принял участие в внеочередном съезде ΣΕΚΕ.
В 1922 году, на так называемой Февральской конференции ΣΕΚΕ предложил линию длительного легального существования партии.
29-11-1922 принял участие в учредительном съезде молодёжной организации партии ΟΚΝΕ, стал членом секретариата организации и впоследствии секретарём.
На муниципальных выборах 1925 года в Салониках был выбран муниципальным советником, но был уволен после принятия антикоммунистического закона 8.2.1926 года.
В 1926 году был избран депутатом парламента с Единым фронтом рабочих, крестьян & беженцев (из Малой Азии-Восточной Фракии).
Несмотря на то что он был депутатом парламента, Вентура преследовался за участие в забастовочной борьбе.

### Права еврейской общины
Своими статьями и политической деятельностью Вентура защищал права еврейской общины, требуя установления субботы в качестве выходного дня для евреев, права ведения бухгалтерских книг и преподавания в школах на ладино, а также преследования антисемитских кругов.

## Последующая политическая деятельность
В 1926 году Вентура согласился с предложением некоторых деятелей партии поддержать на президентских выборах монархиста Демердзиса, что встретило отказ других деятелей партии и прежде всего Н. Захариадиса.
Вентура был исключён из партии как ликвидарист, и в силу своих умеренных взглядов и по причине отказа поддержать позицию об автономии Македонии.
Вентура, вместте с другими депутатами Единого фронта ощутил на себе негативную реакцию на идею создания автономной Македонии исходящей от предложения Коминтерна от ноября 1924 года.
Лишь в начале 30-х годов руководство КПГ сочло этот лозунг беспочвенным. Н. Захариадис, генсек КПГ, писал, что «Коминтерн совершил ошибку, когда вынудил нас принять, в пользу Компартии Болгарии, лозунг о единой и независимой Македонии, который причинил нам столько вреда». В 1936 году КПГ представила Коминтерну свою новую линию о равноправии меньшинств, в рамках греческого государства, отвергнув лозунг о «независимой Македонии». Коминтерн принял новую линию КПГ, но в действительности компартии северных соседей Греции её не приняли.
Вентура продолжал поддерживать компартию и после своего исключения.
Он оставался редактором еврейской газеты Аванти до прекращения её издания с входом в Салоники немецкой армии в апреле 1941 года.

## Оккупация и смерть
С началом тройной, германо-итало-болгарской, оккупации Греции, Вентура с семьёй сумел выбраться на Крит. Он и его семья нашли убежище в селе Врахаси Восточного Крита, в доме коммуниста Эммануила Спанакиса. Через 2 года Спанакис был арестован по доносу за укрытие евреев и вместе с ним Вентура и его семья.
Жена и сын Вентуры погибли при потоплении парохода «Данаи», в июне 1944 года, вместе с 400 заключёнными участниками греческого Сопротивления, 260 евреями и 300 итальянскими военнопленными.
Сам Жак Вентура, согласно всем источникам, погиб в концлагере Аушвиц.

## Сегодня
Компартия Греции и Организация коммунистической молодёжи чтут память своего бывшего товарища.
Не забывает о нём и неонацистская Золотая Заря, делая другие акценты и «обвиняя» Организацию Коммунистической молодёжи Греции в том, что «её создателем был еврей».